# Jürgen Habermas
  Jürgen Habermas   (pronunciació en alemany: /ˈjʏʁɡn̩ ˈhaːbɐˌmaːs/) (Düsseldorf, 18 de juny de 1929) és un filòsof i sociòleg alemany reconegut en tot el món pels seus treballs en filosofia pràctica (ètica, filosofia política i de dret).

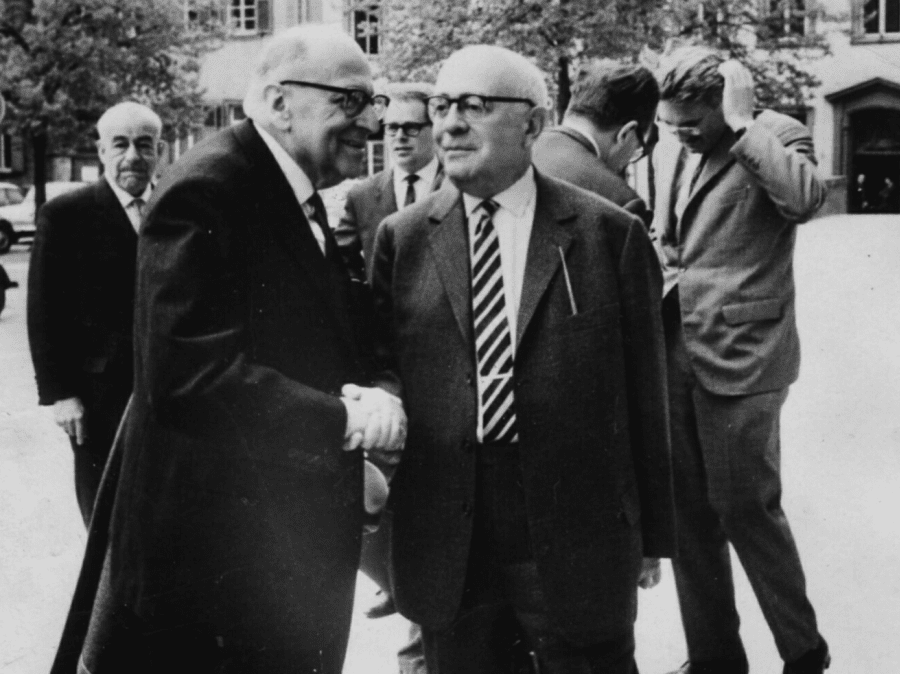
Habermas (al fons a la dreta, juntament amb Theodor Adorno i Max Horkheimer el 1964 a Heidelberg.

És el principal representant de la "Segona Generació" de l'Escola de Frankfurt i un dels exponents de la Teoria Crítica desenvolupada a l'Institut d'Investigació Social. El seu contacte amb la Teoria Crítica li va servir per a ampliar els seus interessos intel·lectuals i endinsar-se en dos corrents de pensament que han marcat la seva obra: el marxisme i la psicoanàlisi.
Gràcies a una activitat regular com a professor en universitats estrangeres, especialment als Estats Units, així com per la traducció dels seus treballs més importants a més de trenta idiomes, les seves teories són conegudes, estudiades i discutides al món sencer. Entre les seves aportacions destaquen la construcció teòrica de l'acció comunicativa i la democràcia deliberativa.

## Biografia
Jürgen Habermas va estudiar filosofia, història, psicologia, literatura alemanya i economia a les universitats de Göttingen, Zürich i Bonn. Nicolai Hartmann, Wilhelm Keller, Theodor Litt, Johannes Thyssen, Hermann Wein, Erich Rothacker y Oskar Becker van ser alguns dels seus professors durant els estudis de llicenciatura. Al 1954, sota la direcció dels dos últims professors citats, va defensar a la Universitat de Bonn la seva tesi doctoral sobre el tema «L'Absolut i la història: de les discrepàncies en el pensament de Schelling», que encara avui dia es manté inèdita. Entre els seus companys d'estudis, va establir amistat amb Karl-Otto Apel, una fructífera relació intel·lectual que es manté fins al present.
Amb anterioritat, al 1953, publicà el seu primer article: una recensió crítica de la obra de Heidegger, Introducció a la metafísica, que va titular significativament «Pensar amb Heidegger contra Heidegger» (“Mit Heidegger gegen Heidegger denken”), article que li va proporcionar certa notorietat. En els següents anys es guanyaria la vida mitjançant col·laboracions amb la premsa.
De 1954 a 1959 fou ajudant i col·laborador d'Adorno a l'Institut d'Investigació Social de Frankfurt.
Al 1960 defensà en Marburg (sota la direcció de Wolfgang Abendroth) el seu escrit d'habilitació, centrat en les transformacions estructurals de la noció “d'esfera pública” (Öffentlichkeit) al llarg de la història europea dels últims tres segles. Entre 1964 y 1971 exercí com a catedràtic a la Universitat de Frankfurt, i es convertí en un dels principals representants de la segona generació de la Teoria Crítica. En 1968 va publicar “Coneixement i interès”, llibre que li va concedir una enorme projecció internacional.
De 1971 a 1983 fou director a l'Institut Max Planck per la “Investigació de les condicions de vida del món tècnic-científic”. En 1983 tornà a la Universitat de Frankfurt com a catedràtic de filosofia i sociologia, i hi va romandre fins a la seva jubilació, en 1994. Es manté, no obstant, actiu com a docent, especialment en qualitat de «permanent visiting professor» de la Northwestern University (Evanston, Illinois, EUA) i com a «Theodor Heuss Professor» de The New School (Nova York).
En 1986, va rebre el Premi Gottfried Wilhelm Leibniz de la Deutsche Forschungsgemeinschaft, considerat com la màxima distinció en l'àmbit alemany d'investigació. En 2001 va obtenir el Premi de la Pau que concedeixen els llibreters alemanys i, en 2003, el Premi Príncep d'Astúries espanyol de les Ciències Socials.
És doctor honoris causa per les universitats, entre d'altres, de Jerusalem, Buenos Aires, Hamburg, Northwestern University Evanston, Utrecht, Tel-Aviv, Atenes i la New School for Social Research de Nova York, i membre de l'Acadèmia Alemanya de la Llengua i la Poesia.

## Habermas i l'Escola de Frankfurt
Habermas és, en certa manera, beneficiari de la tradició marxista a l'Escola de Frankfurt, ja que recopila i assimila diferents corrents filosòfics (per exemple, la fenomenologia o la psicoanàlisi), proposant una nova teoria de la societat. Han estat les seves inquietuds polítiques i socials les que han obligat Habermas a reflexionar sobre la racionalitat, i a proposar un model discursiu de raó que serveixi de fonament per a les diverses disciplines científiques, però que determinen també un nou concepte de societat, replantejant l'ètica, la política i el dret.
En concret, la seva pretensió és resoldre tres grans problemes socials:
1. Definir la relació de la teoria amb la praxis. A l'Escola de Frankfurt era rellevant justificar novament les intencions pràctiques de la investigació social, sobrepassant les perspectives tecnòcrates que redueixen la praxi a la simple aplicació tècnica d'informacions científiques.
2. Criticar científicament les societats on triomfa el capitalisme tardà, o intervingut, que havien desvaloritzat el projecte emancipador de la Modernitat, la qual cosa exigia replantejar els ideals il·lustrats.
Per tant, contra el pessimisme de l'Escola de Frankfurt, Habermas va entendre la Modernitat com un projecte inacabat i, per tant, amb possibilitat d'èxit. La seva concepció de l'espai públic com a àmbit de deliberació, la reivindicació d'una radicalització democràtica, o la seva proposta política deliberativa són manifestacions d'aquesta inquietud.
3. Superar el terme restringit de raó que oculta el plantejament positivista i defensar un concepte de raó ampli i inclusiu sobre el que pugui sustentar-se no només la ciència empírica, sinó també la ciència social, l'ètica i la moral o la política.

## Pensament
Si bé la seva obra i pensament estan fundats en la teoria crítica de l'Escola de Frankfurt, té profundes divergències amb els seus mestres i predecessors. El seu treball s'enfoca en les bases de la teoria social i l'epistemologia, en l'anàlisi de la societat industrial i capitalista avançada. Altres temes importants de les seves anàlisis són la democràcia i la primacia de la llei en un context crític social evolutiu, arrelat en la política contemporània, especialment de l'Alemanya actual.
El pensament de Kant té un lloc destacat a l'obra d'Habermas, i el de Karl Marx exerceix un paper decisiu. L'estret vincle entre una filosofia de la raó molt ambiciosa en termes normatius i una teoria empírica de la societat, és una característica de Marx que Habermas fa seva i el distingeix d'altres pensadors contemporanis i, en particular, del sociòleg Niklas Luhmann i del filòsof John Rawls, amb qui per altra banda comparteix preocupacions comunes.
La integració de filosofia i ciència social en una teoria crítica de la societat, és el tret distintiu de l'obra habermasiana. Malgrat que Habermas usa el concepte filosòfic de raó i l'utilitza explícitament en termes de filosofia del llenguatge, ho fa per poder desenvolupar una teoria social. Es basa en la idea d'una completa transformació de la crítica del coneixement en crítica de la societat. D'aquí que entendre Habermas com a mer filòsof de la fonamentació argumentativa i de l'ètica discursiva sigui massa restrictiu.
En la seva tesi Història i crítica de l'opinió pública (o Transformació estructural de la publicitat) dona solidesa al concepte d'opinió pública i recupera la visió eminentment democràtica d'aquesta idea, amb la seva distinció entre opinió pública manipulada i opinió pública crítica.
Considera que la racionalitat contemporània és una raó discursiva basada en la intercomunicació, indispensable per a la convivència i el progrés humà. L'ordre del món, doncs, rau en la societat que conviu i no solament en la natura, com pensaven els filòsofs antics. Això s'aplica a una nova proposta de divisió de les ciències: les ciències empíriques, preocupades per l'objectivitat; les ciències històriques o de l'hermenèutica, que cerquen un acord intersubjectiu; i les ciències per a l'emancipació humana que es basen en la veritat com a consens i la crítica dels sistemes que oprimeixen l'individu fins a assolir la seva llibertat.
En algunes de les seves obres posteriors, Habermas tractarà de reconstruir el materialisme històric contra les noves problemàtiques de les societats del capitalisme tardà. En aquest sentit, la gran crítica que realitzarà a Karl Marx serà que aquest, en la seva opinió, redueix la praxis humana a una techné, en el sentit que Marx li atorga la importància fonamental al treball com eix de la societat, en demèrit de l'altre component de la praxis humana que Habermas rescata com essencial: la interacció mediada pel llenguatge.
A diferència de Marx, Habermas entén que el canvi social s'ha de donar en un àmbit simbòlic, en l'àmbit de la comunicació i l'entesa entre subjectes. Aquesta crítica és similar a la reflexió que realitzen Theodor Adorno i Max Horkheimer, membres destacats de la primera Escola de Frankfurt. Després d'aquest moment inicial, Habermas repensarà aquesta distinció entre treball i interacció com dos moments irreductibles de l'acció i tractarà d'incloure en la labor productiva (el treball) components de la interacció, per la qual cosa dirà que és possible pensar un canvi social des del camp del treball.
Habermas considera que existeixen tres crisis: la crisi de les filosofies de base teològica o metafísica; la crisi de la legitimació de l'Estat contemporani; i la crisi del positivisme jurídic. Per superar-les, proposa la teoria de l'acció comunicativa, amb base en la filosofia pràctica de Kant, i en la qual planteja no imposar una llei, sinó proposar una teoria amb aspiració universal.
A partir de la publicació, el 1981, de la seva obra fonamental la Teoria de l'acció comunicativa, les seves anàlisis i reflexions s'han orientat cap a la fonamentació de l'ètica discursiva, la defensa de la democràcia deliberativa i dels principis de l'Estat de dret, i també cap a les bases normatives requerides per configurar i, fins i tot, constitucionalitzar, una esfera pública mundial.

## Obra publicada
- Das Absolute und die Geschichte. Von der Zwiespältigkeit in Schellings Denken (Dissertation), Bonn 1954.
- Student und Politik. Eine soziologische Untersuchung zum politischen Bewußtsein Frankfurter Studenten (zus. mit L. v. Friedeburg, Ch. Oehler und F. Weltz), Luchterhand, Neuwied 1961.
- Strukturwandel der Öffentlichkeit. Untersuchungen zu einer Kategorie der bürgerlichen Gesellschaft (Habilitationsschrift). Luchterhand, Neuwied 1962. (Neuauflage: Suhrkamp, Frankfurt am Main 1990, ISBN 3-518-28491-6.)
- Theorie und Praxis. Sozialphilosophische Studien, Neuwied 1963, ISBN 978-3-518-27843-7. (Neuauflage: Suhrkamp Taschenbuch 9, Frankfurt am Main 1971, ISBN 3-518-06509-2.)
- Erkenntnis und Interesse. Suhrkamp, Frankfurt am Main 1968. (Mit einem neuen Nachwort, 1994, ISBN 3-518-06731-1.)
- Technik und Wissenschaft als „Ideologie“, Frankfurt am Main 1968, ISBN 3-518-10287-7. Traduït al català com a La ciència i la tècnica com a ideologia per Núria Aramon amb L'Estel (1974), ISBN 84-85104-27-7.
- Protestbewegung und Hochschulreform, Frankfurt am Main 1969. Broschiert in 2008: ISBN 978-3-518-41984-7.
- Zur Logik der Sozialwissenschaften, [zuerst Beiheft 5 der Philosophischen Rundschau, Tübingen 1967] Frankfurt am Main 1970 (5., erw. Aufl. 1982, ISBN 3-518-28117-8.)
- Theorie der Gesellschaft oder Sozialtechnologie. Was leistet die Systemforschung? (zus. mit Niklas Luhmann), Frankfurt am Main 1971, ISBN 978-3-518-06358-3.
- Philosophisch-politische Profile, Frankfurt am Main 1971. (erw. 1991, ISBN 978-3-518-28259-5.)
- Kultur und Kritik. Verstreute Aufsätze, Frankfurt am Main 1973, ISBN 978-3-518-36625-7.
- Legitimationsprobleme im Spätkapitalismus, Frankfurt am Main 1973, ISBN 3-518-10623-6.
- Zur Rekonstruktion des Historischen Materialismus, Frankfurt am Main 1976, ISBN 3-518-27754-5.
- Politik, Kunst, Religion. Essays über zeitgenössische Philosophen. Stuttgart 1978, ISBN 3-15-009902-1.
- Theorie des kommunikativen Handelns (Bd. 1: Handlungsrationalität und gesellschaftliche Rationalisierung; Bd. 2: Zur Kritik der funktionalistischen Vernunft), Frankfurt am Main 1981, ISBN 3-518-28775-3.
- Kleine politische Schriften I–IV, Frankfurt am Main 1981, ISBN 978-3-518-56560-5, 2001: ISBN 978-3-518-06561-7.
- Moralbewußtsein und kommunikatives Handeln, Frankfurt am Main 1983, ISBN 3-518-28022-8.
- Vorstudien und Ergänzungen zur Theorie des kommunikativen Handelns, Frankfurt am Main 1984, ISBN 978-3-518-28776-7.
- Die neue Unübersichtlichkeit. Kleine Politische Schriften V, Frankfurt am Main 1985, ISBN 3-518-11321-6.
- Der philosophische Diskurs der Moderne, Frankfurt am Main 1985, ISBN 3-518-57722-0.
- Eine Art Schadensabwicklung. Kleine Politische Schriften VI, Frankfurt am Main 1987, ISBN 978-3-518-11453-7.
- Nachmetaphysisches Denken. Philosophische Aufsätze, Frankfurt am Main 1988, ISBN 978-3-518-28604-3.
- Die nachholende Revolution. Kleine politische Schriften VII, Frankfurt am Main 1990, ISBN 978-3-518-11633-3.
- Die Moderne – Ein unvollendetes Projekt. Philosophisch-politische Aufsätze, Leipzig 1990, ISBN 978-3-379-00658-3.
- Erläuterungen zur Diskursethik, Frankfurt am Main 1991, ISBN 978-3-518-28575-6.
- Texte und Kontexte, Frankfurt am Main 1991, ISBN 978-3-518-28544-2.
- Vergangenheit als Zukunft? Das alte Deutschland im neuen Europa? Ein Gespräch mit Michael Haller, Zürich 1991, ISBN 978-3-85842-251-4.
- Faktizität und Geltung. Beiträge zur Diskurstheorie des Rechts und des demokratischen Rechtsstaates, Frankfurt am Main 1992, ISBN 3-518-28961-6.
- Die Normalität einer Berliner Republik. Kleine Politische Schriften VIII,Frankfurt am Main 1995, ISBN 978-3-518-11967-9.
- Die Einbeziehung des Anderen. Studien zur politischen Theorie, Frankfurt am Main 1996, ISBN 3-518-29044-4.
- Vom sinnlichen Eindruck zum symbolischen Ausdruck. Philosophische Essays, Frankfurt am Main 1997, ISBN 3-518-22233-3.
- Die postnationale Konstellation. Politische Essays, Frankfurt am Main 1998, ISBN 978-3-518-12095-8.
- Wahrheit und Rechtfertigung. Philosophische Aufsätze, Frankfurt am Main 1999, ISBN 978-3-518-29323-2.
- Zeit der Übergänge. Kleine Politische Schriften IX, Frankfurt am Main 2001, ISBN 978-3-518-12262-4.
- Die Zukunft der menschlichen Natur. Auf dem Weg zu einer liberalen Eugenik?, Frankfurt am Main 2001, ISBN 978-3-518-29344-7.
- Kommunikatives Handeln und detranszendentalisierte Vernunft, Reclam Verlag, Stuttgart 2001, ISBN 3-15-018164-X.
- Der gespaltene Westen. Kleine politische Schriften X, Frankfurt am Main 2004, ISBN 3-518-12383-1.
- Zwischen Naturalismus und Religion. Philosophische Aufsätze, Frankfurt am Main 2005, ISBN 3-518-58447-2.
- Ach, Europa. Kleine politische Schriften XI. Frankfurt am Main 2008, ISBN 3-518-12551-6.
- Philosophische Texte, 5 Bände, Studienausgabe, Suhrkamp, Frankfurt am Main 2009, ISBN 978-3-518-58515-3. Inhaltsverzeichnis
- Zur Verfassung Europas. Ein Essay. Suhrkamp, Berlin 2011, ISBN 978-3-518-06214-2.
- The power of religion in the public sphere. Nova York: Columbia University Press, 2011 (Judith Butler, Charles Taylor, Cornel West), ISBN 978-1-283-00892-1
- Nachmetaphysisches Denken II. Aufsätze und Repliken. Suhrkamp, Berlin 2012, ISBN 978-3-518-58581-8.
- Im Sog der Technokratie. Kleine politische Schriften XII. Suhrkamp, Berlin 2013, ISBN 978-3-518-12671-4.